# منطقه مرکزی (غنا)
استان مرکزی (به لاتین: Central Region) یک استان در غنا است که در جنوب این کشور واقع شده‌است.

## خصوصیات
استان مرکزی ۹٬۸۲۶ کیلومترمربع مساحت و ۲٬۲۰۱٬۸۶۳ نفر جمعیت دارد.